# 金津町
金津町（かなづちょう）は、かつて福井県に存在した町。古くから北陸街道の宿場町として栄えた。
2004年（平成16年）3月1日、坂井郡芦原町と合併してあわら市が誕生し、金津町は廃止された。

## 歴史
- 1889年（明治22年）4月1日 - 町村制の施行により、北金津町、南金津村及び新町の区域をもって、金津町が発足する。
- 1954年（昭和29年）10月5日 - 金津町、吉崎村、細呂木村、坪江村及び伊井村が合併して、改めて金津町が発足する。
- 1955年（昭和30年）2月15日 - 剣岳村を編入する。
- 1955年（昭和30年）7月15日 - 芦原町の区域の内、大字新用及び大字馬場の区域を編入する。
- 1955年（昭和30年）8月31日 - 大字坪江、大字川上、大字乗兼、大字堀水及び大字里竹田の区域が丸岡町に編入する。
- 2004年（平成16年）3月1日 - 芦原町及び金津町が合併して、あわら市が発足する。

## 経済

### 産業
農業
『大日本篤農家名鑑』によれば金津町出身の著名な篤農家に横山周介や館卯之助などがいる。

## 行政
- 合併時の町長：松木幹夫

## 教育

### 小学校
- 金津町立金津小学校
- 金津町立金津東小学校
- 金津町立伊井小学校
- 金津町立細呂木小学校

### 中学校
- 金津町立金津中学校

### 高等学校
- 福井県立金津高等学校

## 交通

### 鉄道
- JR北陸本線
  - 芦原温泉駅 - 1972年（昭和47年）3月までは金津駅という名称だった。
  - 細呂木駅
  - 牛ノ谷駅

### 道路
- 北陸自動車道
  - 金津インターチェンジ

## 娯楽
- 金津東映劇場 - 映画館

## 著名な出身者
- 熊谷五右衛門（農業経営者、政治家、衆議院議員）旧坪江村出身
- 岡田伊太郎（農業貿易商、衆議院議員）
- 平尾憲映（起業家）
- 志田達哉（囲碁棋士）
- 藤林温子（毎日放送アナウンサー）
- 久保田修平（北陸放送アナウンサー）